# Burnin’ Up Tour
Die Burnin’ Up Tour war die fünfte Tour der US-amerikanischen Band Jonas Brothers. Sie umfasste 47 Konzerte in Nordamerika, die in Mexiko, den USA, Kanada und Puerto Rico stattfanden, sowie eines, welches in Puerto Rico gespielt wurde. Die Tour startete am 4. Juli 2008 in Toronto und endete am 22. März 2009 in San Juan, Puerto Rico.

## Organisation und Hintergrund
Die Tour beinhaltete 48 Konzerte. Von Juli bis Anfang September spielte die Band 46 Konzerte, die anderen zwei fanden im Dezember und März statt. Die Tour diente der Promotion ihres dritten Albums A Little Bit Longer. Außerdem wurden auch Songs ihres gemeinsamen Films mit Demi Lovato gesungen, Camp Rock. Mit den Konzerten nahm die Band ca. 41 Mio. Dollar ein.
Am 27. Februar 2009 wurde der Film Jonas Brothers: The 3D Concert Experience in Amerika veröffentlicht. Der Film begleitet die gesamte Tour, insbesondere die Konzerte in Anaheim am 13. und 14. Juli 2008. Auf dem Soundtrack des Films sind Mitschnitte der Konzerte zu hören.

## Vorgruppen
Die Jonas Brothers wurden während der Tour von Demi Lovato, Taylor Swift, Avril Lavigne und Honor Society begleitet.
- Demi Lovato (beinahe alle Konzerte)
- Taylor Swift (Special Guest Anaheim-Konzerte)
- Avril Lavigne (nur wenige Konzerte)
- Honor Society (nur in Puerto Rico)

### Setlist der Vorgruppen

#### Demi Lovato
| #   | Titel                           |
| --- | ------------------------------- |
| 1.  | That’s How You Know             |
| 2.  | La La Land                      |
| 3.  | Trainwreck                      |
| 4.  | Gonna Get Caught                |
| 5.  | Day Dream (Avril Lavigne Cover) |
| 6.  | Until You’re Mine               |
| 7.  | Party                           |
| 8.  | Two Worlds Collide              |
| 9.  | Don’t Forget                    |
| 10. | Get Back                        |

#### Taylor Swift
| #  | Titel             |
| -- | ----------------- |
| 1. | Should've Said No |

#### Avril Lavigne
| #  | Titel       |
| -- | ----------- |
| 1. | Girlfriend  |
| 2. | Complicated |

#### Honor Society
| #  | Titel               |
| -- | ------------------- |
| 1. | Over You            |
| 2. | My Own Way          |
| 3. | See You In The Dark |

## Setlist

### Kanada, USA, Mexiko
| #   | Titel                                            |
| --- | ------------------------------------------------ |
| 1.  | That's Just the Way We Roll                      |
| 2.  | Shelf                                            |
| 3.  | Hold On                                          |
| 4.  | BB Good                                          |
| 5.  | Goodnight and Goodbye                            |
| 6.  | Video Girl                                       |
| 7.  | Gotta Find You                                   |
| 8.  | This is Me (mit Demi Lovato)                     |
| 9.  | A Little Bit Longer                              |
| 10. | Hello Beautiful                                  |
| 11. | Still In Love With You                           |
| 12. | Tonight                                          |
| 13. | Year 3000                                        |
| 14. | Pushin' Me Away                                  |
| 15. | Can't Have You                                   |
| 16. | Play My Music                                    |
| 17. | Live To Party                                    |
| 18. | I'm Gonna Getcha Good (Shania Twain Cover)       |
| 19. | Lovebug                                          |
| 20. | SOS                                              |
| 21. | When You Look Me in the Eyes                     |
| 22. | Burnin' Up (mit ihrem Bodyguard Big Rob Feggans) |

### Puerto Rico
| #   | Titel                                            |
| --- | ------------------------------------------------ |
| 1.  | That's Just the Way We Roll                      |
| 2.  | Shelf                                            |
| 3.  | Hold On                                          |
| 4.  | BB Good                                          |
| 5.  | Goodnight and Goodbye                            |
| 6.  | Video Girl                                       |
| 7.  | Gotta Find You                                   |
| 8.  | A Little Bit Longer                              |
| 9.  | Don't Close The Book (mit Honor Society)         |
| 10. | I'm Gonna Getcha Good (Shania Twain Cover)       |
| 11. | Still In Love With You                           |
| 12. | Tonight                                          |
| 13. | Year 3000                                        |
| 14. | Pushin' Me Away                                  |
| 15. | Hello Beautiful                                  |
| 16. | Lovebug                                          |
| 17. | Play My Music                                    |
| 18. | SOS                                              |
| 19. | When You Look Me in the Eyes                     |
| 20. | Burnin' Up (mit ihrem Bodyguard Big Rob Feggans) |

## Konzertdaten
| Datum             | Stadt            | Land               | Veranstaltungsort                            |
| ----------------- | ---------------- | ------------------ | -------------------------------------------- |
| Nordamerika       |                  |                    |                                              |
| 4. Juli 2008      | Toronto          | Kanada             | Molson Amphitheatre                          |
| 5. Juli 2008      | Detroit          | Vereinigte Staaten | DTE Energy Music Theater                     |
| 6. Juli 2008      | Milwaukee        | Vereinigte Staaten | Summerfest                                   |
| 8. Juli 2008      | Oklahoma City    | Vereinigte Staaten | Ford Center                                  |
| 9. Juli 2008      | Dallas           | Vereinigte Staaten | SuperPages.com Center                        |
| 11. Juli 2008     | Phoenix          | Vereinigte Staaten | Cricket Wireless Pavilion                    |
| 12. Juli 2008     | Irvine           | Vereinigte Staaten | Verizon Wireless Amphitheater                |
| 13. Juli 2008     | Anaheim          | Vereinigte Staaten | Honda Center                                 |
| 14. Juli 2008     | Anaheim          | Vereinigte Staaten | Honda Center                                 |
| 15. Juli 2008     | San José         | Vereinigte Staaten | Shoreline Amphitheatre                       |
| 16. Juli 2008     | Sacramento       | Vereinigte Staaten | Sleep Train Amphitheatre                     |
| 17. Juli 2008     | Concord          | Vereinigte Staaten | Sleep Train Pavilion                         |
| 19. Juli 2008     | Denver           | Vereinigte Staaten | Fiddler's Green Amphitheatre                 |
| 21. Juli 2008     | Omaha            | Vereinigte Staaten | Qwest Center                                 |
| 22. Juli 2008     | St. Louis        | Vereinigte Staaten | Verizon Wireless Amphitheater St. Louis      |
| 23. Juli 2008     | Indianapolis     | Vereinigte Staaten | Verizon Wireless Music Center                |
| 25. Juli 2008     | Hershey          | Vereinigte Staaten | Hersheypark Stadium & Star Pavilion          |
| 26. Juli 2008     | Hartford         | Vereinigte Staaten | New England Dodge Music Center               |
| 28. Juli 2008     | Cincinnati       | Vereinigte Staaten | Riverbend Music Center                       |
| 29. Juli 2008     | Charlotte        | Vereinigte Staaten | Verizon Wireless Amphitheatre Charlotte      |
| 30. Juli 2008     | Raleigh          | Vereinigte Staaten | Walnut Creek Amphitheatre                    |
| 1. August 2008    | Scranton         | Vereinigte Staaten | Toyota Pavilion at Montage Mountain          |
| 2. August 2008    | Saratoga Springs | Vereinigte Staaten | Saratoga Performing Arts Center              |
| 6. August 2008    | Baltimore        | Vereinigte Staaten | 1st Mariner Arena                            |
| 7. August 2008    | Mansfield        | Vereinigte Staaten | Comcast Center                               |
| 8. August 2008    | Wantagh          | Vereinigte Staaten | Nikon at Jones Beach Theater                 |
| 9. August 2008    | New York City    | Vereinigte Staaten | Madison Square Garden                        |
| 10. August 2008   | New York City    | Vereinigte Staaten | Madison Square Garden                        |
| 11. August 2008   | New York City    | Vereinigte Staaten | Madison Square Garden                        |
| 14. August 2008   | Bethel           | Vereinigte Staaten | Bethel Woods Center for The Arts             |
| 15. August 2008   | Darien           | Vereinigte Staaten | Darien Lake Performing Arts Center           |
| 16. August 2008   | Holmdel Township | Vereinigte Staaten | PNC Bank Arts Center                         |
| 18. August 2008   | Washington, D.C. | Vereinigte Staaten | Nissan Pavilion                              |
| 19. August 2008   | Virginia Beach   | Vereinigte Staaten | Verizon Wireless Virginia Beach Amphitheater |
| 20. August 2008   | Atlanta          | Vereinigte Staaten | Lakewood Amphitheatre                        |
| 22. August 2008   | Cleveland        | Vereinigte Staaten | Blossom Music Center                         |
| 23. August 2008   | Columbus         | Vereinigte Staaten | Nationwide Arena                             |
| 24. August 2008   | Chicago          | Vereinigte Staaten | First Midwest Bank Amphitheatre              |
| 26. August 2008   | Burgettstown     | Vereinigte Staaten | Post-Gazette Pavilion                        |
| 27. August 2008   | Camden           | Vereinigte Staaten | Susquehanna Bank Center                      |
| 29. August 2008   | Syracuse         | Vereinigte Staaten | Great New York State Fair                    |
| 30. August 2008   | Allentown        | Vereinigte Staaten | Great Allentown Fair                         |
| 31. August 2008   | Essex Junction   | Vereinigte Staaten | The Champlain Valley Exposition              |
| 2. September 2008 | University Park  | Vereinigte Staaten | Bryce Jordan Center                          |
| 4. September 2008 | Tampa Bay        | Vereinigte Staaten | Ford Amphitheatre                            |
| 5. September 2008 | West Palm Beach  | Vereinigte Staaten | Cruzan Amphitheatre                          |
| 20. Dezember 2008 | Mexiko-Stadt     | Mexiko             | Foro Sol                                     |
| Karibik           |                  |                    |                                              |
| 22. März 2009     | San Juan         | Puerto Rico        | Coliseo de Puerto Rico, José Miguel Agrelot  |